# Barrio 25 de Mayo (Caleta Olivia)
El barrio 25 de Mayo o Veinticinco de Mayo es un barrio caletense ubicado en el departamento Deseado, Santa Cruz Patagonia Argentina. Integra el municipio de Caleta Olivia. Por su distancia de 1,7 km del centro de la ciudad es uno de los barrios más alejados del núcleo central de la ciudad. Es un barrio construido en el sector oeste con algo más de 600 habitantes.
La densidad del distrito es de 6 000,0 hab./km².
El nombre del lugar homenajea lo ocurrido el 25 de mayo de 1810, en Buenos Aires sucede la Revolución de Mayo; ante la inestabilidad de España, un grupo de revolucionarios deponen al virrey y organizan la Primera Junta, el primer gobierno autónomo de lo que sería Argentina.

## Desarrollo del lugar
El barrio se encuentra en el Sector 5, el área del barrio es de 25 manzanas o 10 Ha. 
Sus principales arterias son: Avda. Antártida Argentina Oeste, Avda. Belgrano y Avda. Santa Maria. Este barrio residencial es semiprecario en materia de salud y educación, ya que el CIC o Centro de Salud más cercano está a 0,49 km, la Escuela a 0,5 km; el Jardín a 0,6 km y el Colegio a 0,51 km. Estas medidas son tomadas desde la Unión Vecinal de dicho barrio.
| Noroeste: Jardín     | Norte: Ingeniero Gruneisen | Noreste: Unión             |
| Oeste: 1.º de Mayo   |                            | Este: Nuevos Pobladores    |
| Suroeste 1.º de Mayo | Sur:1.º de Mayo            | Sureste: Nuevos Pobladores |

## Infraestructura comunitaria
- Asociación Vecinal

- Unión Vecinal Barrio 25 de Mayo[1][2]

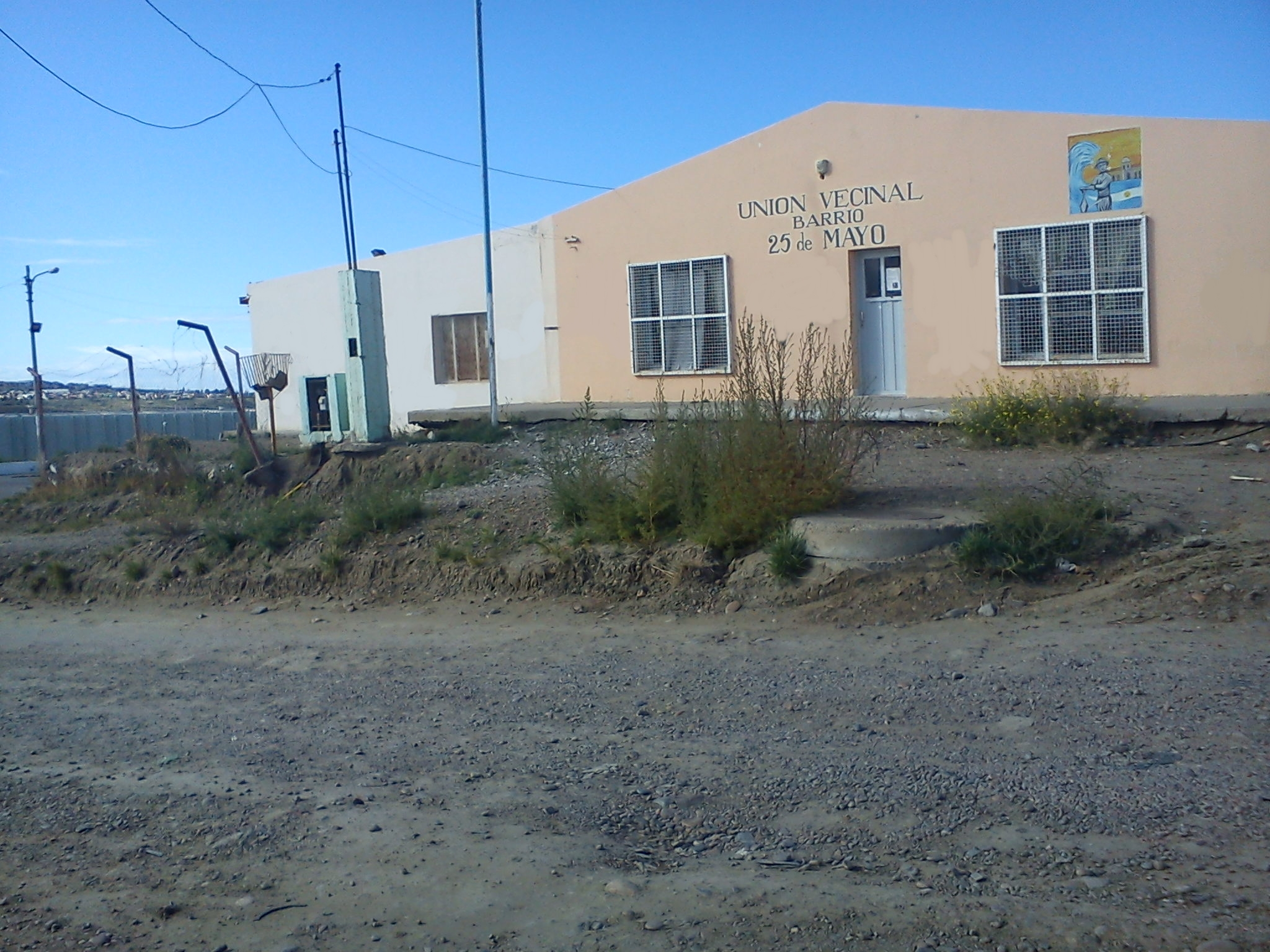
Vista a la Unión Vecinal de dicho barrio

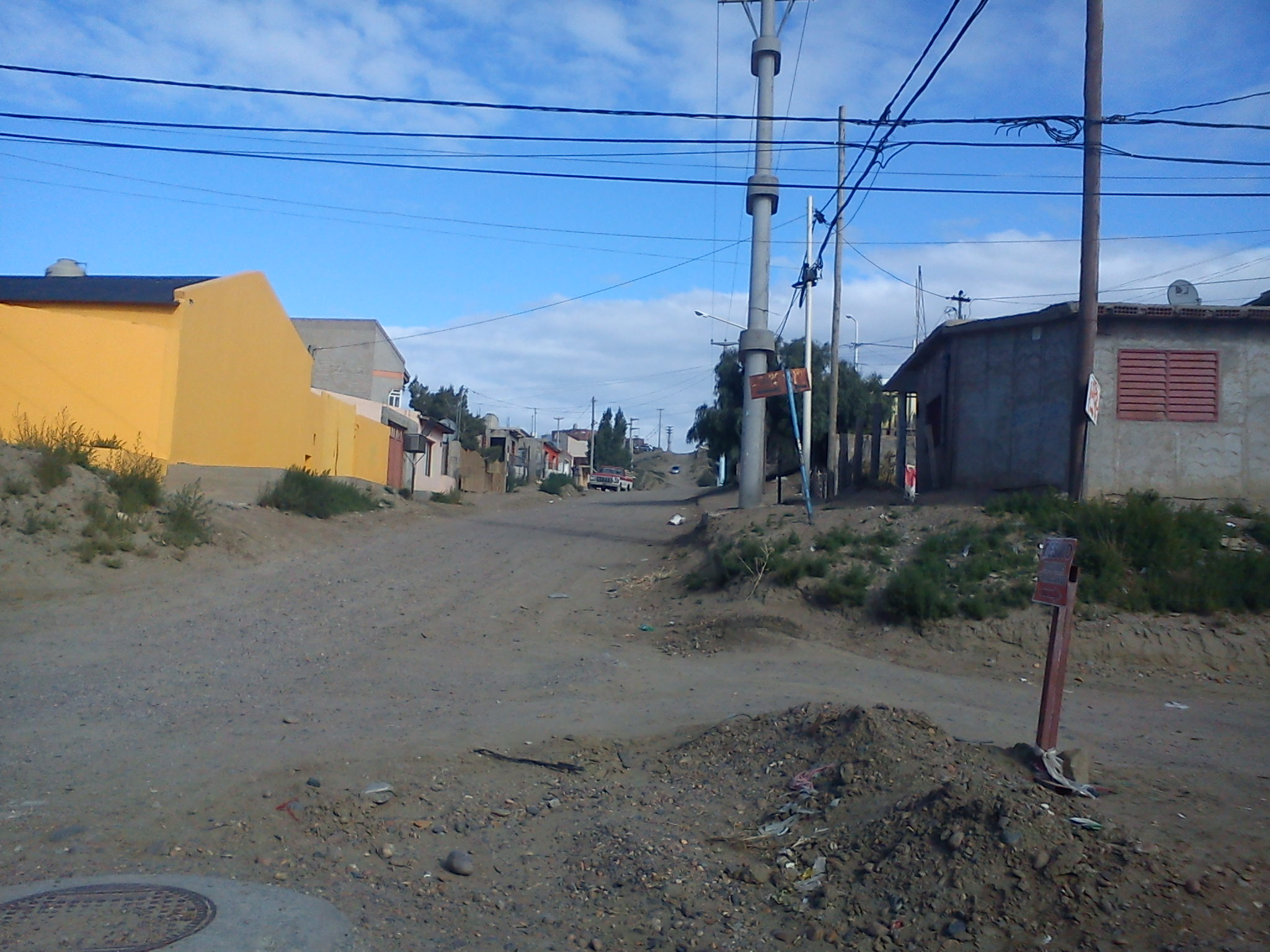
Calle Democrácia Argentina

Democracia Argentina y Avda. Antártida Argentina Oeste
- Transporte

- Línea C1

Paradas -
- Línea C2

Paradas -